# ویامائو
ویامائو (به پرتغالی: Viamão) یک سکونتگاه مسکونی در برزیل است که در ریو گرانده جنوبی واقع شده‌است.

## خصوصیات
ویامائو ۱٬۴۹۴٫۲۶۳ کیلومترمربع مساحت و ۲۳۹٬۳۸۴ نفر جمعیت دارد و ۹ متر بالاتر از سطح دریا واقع شده‌است.